# بانيوس دي فالديرادوس
بلدية بانيوس دي فالديرادوس (بالإسبانية: Baños de Valdearados)‏، هي إحدى بلديات مقاطعة برغش، التي تقع في منطقة قشتالة وليون، والتي تقع في شمال غرب إسبانيا.
يبلغ عدد سكانها 454 نسمة وفقاً لإحصائية سنة (2002).